# 劳伦斯诉德克萨斯州案
劳伦斯诉德克萨斯州案，Lawrence v. Texas，539 U.S.558 (2003)，美國最高法院推翻鮑爾斯訴哈德威克案案先例，以及德克萨斯州《性悖軌法》，宣布各州政府不得禁止成年人间自愿进行的同性性行为，同性性行为在美國正式全國非刑事化。

## 歷史
在1986年鮑爾斯訴哈德威克一案中，乔治亚州法院维持了乔治亚州《性悖軌法》的合法性，通过判决，为同性性行为贴上了「可耻的行为」的标签。同一时期，美国仍共有25个州有类似的立法。
直到2003年，仍然有4个州立法限制同性间的性行为，另有9个州限制任何类型性伙伴间的性悖軌行為，但因几乎从不执行而变成一种简单的文字符号。

## 事實
1998年，蒂龙·甘莫（Tyron Garner）和约翰·劳伦斯（John Geddes Lawrence）因在休斯顿（德克萨斯州一城市）的公寓内发生同性性行为而被警察逮捕，根据该州《性悖軌法》，其行为被认定为轻罪，罚金200美金。此案后上诉至美国联邦最高法院。

## 理由
安東尼·肯尼迪大法官在宣读联邦最高法院判决时说，“同性恋者有权利获得他人对其私生活的尊重”。根据美国宪法第十四修正案，即“正当程序条款”（该条款包含“实体性正当程序”和“程序性正当程序”两个方面，这里涉及到的是前者， 它是对联邦和各州立法的一种宪法限制，要求任何一项涉及剥夺公民生命、自由或者财产的法律不能是不合理的，任意的或者反复无常的，应符合公平、正义、理性等基本要求），判决认为，同性恋关系属于公民隐私权的一部分，“国家不能蓄意贬损他们存在的方式，也不能通过宣称其私人间性行为非法而试图支配或改变其命运。”

## 結論
2003年6月26日，联邦最高法院以6比3的判决，推翻了德克萨斯州《性悖軌法》，宣布各州政府不得禁止成年人间自愿进行的同性性行为。

## 影響
这一具有里程碑意义的判决，使同性戀在美國正式全國非刑事化（儘管美國不少州分早在多年前已把同性戀非刑事化），同性戀非刑事化，使同性戀者獲得與異性戀者的平等權利，打开了对美国现有传统家庭生活模式进行改革的大门。
这一判决的重要性不容质疑的。说它重要到不仅仅因为它认可了同性恋者的行为及其权利，更重要的是促使美国社会对“自由”的进行了再一次的界定，对“权利”的进行了新一轮的理解；而这种新的界定和理解，在世界范围内有着广泛的影响。

## 後續

### 多布斯訴傑克森女性健康組織案
2022年6月24日，最高法院在多布斯訴傑克森女性健康組織案以5比4的表決推翻了羅訴韋德案的判決後，大法官塞繆爾·阿利托的多數意見書稱該裁決結果只適用於墮胎，不應影響其他實質性正當程序的前案。托馬斯則在獨自撰寫的協同意見書裡，聲稱在將來的訴訟中，應該要重新審理本案、格里斯沃爾德訴康乃狄克州案及奧貝格費爾訴霍奇斯案。
不同意見書批評多數意見拒絕判決先例，推翻可追溯到格里斯沃爾德訴康乃狄克州案（1965年）的先例，並表示「要不多數意見不真正相信自己的論據。若果真相信，那麼所有歷史無法追溯到19 世紀中葉的權利，都是不安全的。要麼多數意見是虛偽的，要麼新補充的憲法權利都受到了威脅。這兩者當中，自己選一個。」